# انالاماری، تائولانارو
انالاماری، تائولانارو (به لاتین: Analamary, Taolanaro) یک سکونتگاه مسکونی در ماداگاسکار است که در آنوسی (ماداگاسکار) واقع شده‌است.

## خصوصیات
انالاماری ۱۵٬۰۰۰ نفر جمعیت دارد و ۳۳ متر بالاتر از سطح دریا واقع شده‌است.